# باول وليامز (منافس ألعاب قوى غرينادي)
باول وليامز هو منافس ألعاب قوى غرينادي، ولد في 5 أبريل 1986 في أبرشية سانت باتريك في غرينادا.

## وصلات خارجية
- بول وليامز على موقع الاتحاد الدولي لألعاب القوى (الإنجليزية)
- بول وليامز على موقع اللجنة الأولمبية الدولية (الإنجليزية)
- بول وليامز على موقع أوليمبيديا (الإنجليزية)